# Hexacladia townsendi
Hexacladia townsendi is een vliesvleugelig insect uit de familie Encyrtidae. De wetenschappelijke naam is voor het eerst geldig gepubliceerd in 1911 door Crawford.